# جونو بیچ (فلوریدا)
جونو بیچ (به انگلیسی: Juno Beach) شهرکی در شهرستان پام بیچ ایالت فلوریدا است که در سال ۱۹۵۳ بنیان‌گذاری شده‌است. این شهرک طبق سرشماری سال ۲۰۱۰ میلادی، ۳٬۱۷۶ نفر جمعیت داشته و مساحت آن نیز ۴٫۸ کیلومتر مربع است.